# Flaminia Simonetti
Flaminia Simonetti (Roma, 17 febbraio 1997) è una calciatrice italiana, centrocampista della Lazio.
Con la formazione under 17 ha conquistato il terzo posto nell'europeo di categoria 2014 e il terzo posto nel mondiale di categoria 2014, marcando inoltre 8 presenze con la nazionale maggiore tra il 2021 e il 2022.

## Carriera

### Club
Appassionata al calcio fin da giovanissima tira i primi calci sul campo dell'associazione sportiva 
dilettantistica G.T.M. all'età di 6 anni. In seguito Simonetti veste la maglia della storica Roma CF, giocando nella formazione Primavera e venendo aggregata alla squadra titolare durante la stagione 2010-2011, dove fa il suo debutto in Serie A, per lei una sola presenza in campionato, e vestendo la maglia delle giallorosse anche la stagione successiva, impiegata principalmente con la squadra Primavera ma marcando due presenze anche con la squadra che disputa il campionato di Serie A 2011-2012 alla guida del tecnico Selena Mazzantini, squadra che alla fine del campionato, concluso al 14º posto, è costretta a retrocedere in Serie A2. Durante l'estate 2012 la società matura l'intenzione di rinunciare al campionato cadetto per iscriversi a quello di Serie C regionale, svincolando di conseguenza tutte le proprie tesserate.
Durante il calciomercato estivo coglie l'opportunità di vestire nuovamente una casacca giallorossa, quella della Res Roma, rimanendo così a giocare con una squadra della Capitale per la stagione 2012-2013. Nuovamente alterna la maglia della formazione Primavera a quella della prima squadra, con il tecnico Fabio Melillo che nel corso del campionato di Serie A2 la impiega in due occasioni, squadra che a fine stagione conquista il primo posto nel girone D, festeggiando con le compagne la storica promozione in Serie A.
Dalla stagione successiva la sua presenza in prima squadra si fa più costante, con Melillo che la impiega in diciotto dei trenta incontri di campionato. Per essere una neopromossa la stagione si rivela ben più che positiva, con un 9º posto e relativa salvezza in campionato e raggiungendo la semifinale di Coppa Italia dove viene eliminata dal Graphistudio Tavagnacco che andrà poi a conquistare il suo secondo titolo consecutivo.
Durante la stagione 2014-2015 va a segno per la prima volta in Serie A, fissando sul 4-0 il risultato sulle baresi del Pink Sport Time nell'incontro della 1ª giornata di campionato.
La centrocampista rimane legata alla società per altre tre stagioni, con l'unica parentesi dell'estate 2016. Nel luglio di quell'anno decide di trasferirsi all'estero, firmando un contratto con la società svizzera del Neunkirch, tuttavia, dopo pochi giorni e dopo essersi aggregata alla nuova squadra per gli allenamenti pre-campionato, rivaluta la sua decisione rescindendo il contratto per tornare in Italia, accordandosi nuovamente con la Res Roma per la stagione 2016-2017.
Durante tutto il periodo della Res Roma, Simonetti ottiene come miglior risultato sportivo in Serie A il quinto posto nel campionato 2016-2017 e due volte la semifinale di Coppa Italia, nelle stagioni 2013-2014 e 2014-2015, in entrambe eliminata dal Tavagnacco.
Intenzionata ad istituire una sua sezione femminile per partecipare al campionato italiano femminile di calcio, per la stagione 2018-2019 la Roma acquista il titolo sportivo dalla Res Roma, e Simonetti è tra le calciatrici selezionate dalla precedente società per far parte della nuova squadra femminile. Nell'annata in giallorosso la centrocampista offensiva mette insieme 17 presenze in campionato, siglando anche 5 reti.
Nel luglio 2019 è passata in prestito dalla Roma all'Empoli, appena promosso in Serie A. Durante la stagione 2019-2020 è tra le protagoniste nella rincorsa alla salvezza, contribuendo a siglare 3 reti su 15 presenze in campionato, la prima aprendo le marcature nell'incontro casalingo della 4ª giornata e vinto per 4-1 sulle avversarie dell'Orobica. Il tecnico Alessandro Pistolesi la impiega anche nell'andata dei quarti di finale di Coppa Italia, dove le toscane vengono sconfitte in casa dalla Juventus con il rotondo risultato di 6-0. A fine stagione, scaduti i termini contrattuali, Simonetti ritorna in organico alla Roma.
Viene ceduta in prestito anche per la stagione 2020-2021, accasandosi all'Inter. L'anno successivo viene acquistata a titolo definitivo. Qui vi rimane per quattro stagioni, ritrovando come allenatrice Rita Guarino che già l'aveva diretta nelle giovanili della nazionale italiana dalla Football dall'estate 2021, condividendo con le compagne, come miglior risultato in campionato, tre quinti posti consecutivi assieme ad aver raggiunto per due volte le semifinali di Coppa Italia.
Il 10 luglio 2024, Simonetti viene ingaggiata a titolo definitivo dalla Lazio, neopromossa in Serie A. Il 30 gennaio 2025 segna le sue prime due reti in biancoceleste, nella vittoria di Coppa Italia per 2-3 sul campo della Juventus.

### Nazionale
Nell'estate 2012 è tra le 25 atlete convocate dal Coordinatore delle nazionali giovanili femminili Corrado Corradini nel raduno di Norcia che permetterà allo staff tecnico guidato dall'allenatore Enrico Sbardella di scegliere la formazione che affronterà le qualificazioni all'europeo 2013 di categoria, dove le Azzurrine, inserite nel Gruppo 2, dovranno cimentarsi con le nazionali pari età di Inghilterra, Irlanda del Nord e Israele. Simonetti fa il suo esordio in maglia azzurra a Belfast il 10 settembre 2012, nella partita vinta dall'Italia per 5 a 0 su Israele con doppietta di Manuela Giugliano, di Francesca Pittaccio e autorete dell'israeliana Shahar Nakav. Simonetti disputa tutte le successive cinque partite delle due fasi a gironi, con l'Italia che fallisce nuovamente l'accesso alla fase finale.
Sbardella la chiama anche per le qualificazioni al successivo europeo d'Inghilterra 2014, torneo che in realtà si svolge prima del termine dell'anno per poter determinare con sufficiente anticipo le squadre della zona UEFA che potranno accedere al mondiale della Costa Rica 2014. Simonetti condivide il percorso della sua nazionale, superandolo al primo posto il gruppo 9 nella prima fase e conquistandolo anche nella fase élite, pur avendo perso l'incontro con il Portogallo, per lei sei le presenze e due le reti siglante nelle due fasi, avendo quindi accesso alla fase finale per la prima volta nella sua storia sportiva. Qui Sbardella la impiega in tutti i cinque gli incontri, dove le Azzurrine ottengono il primo posto nella fase a gironi, battute dalla sola Austria, perdono per 1-0 la semifinale con la Germania, nazionale che si aggiudicherà poi in finale il quarto titolo di categoria, e conquista infine l'accesso al primo Mondiale per la formazione italiana, ritrovando l'Inghilterra nella finalina per il terzo posto, superandola ai tiri di rigore dopo che i tempi regolamentari si erano chiusi a reti inviolate.
Inserita in rosa da Sbardella anche per il mondiale, Simonetti scende in campo in tutti i sei incontri disputati dall'Italia che, con due vittorie e una sconfitta nella fase a gironi la vedono conquistare il passaggio del turno come seconda classificata del gruppo A, battere il Ghana ai rigori dopo che le avversarie avevano siglato la rete del 2-2 al 90' nei quarti di finale, perdere 2-0 la semifinale con la Spagna e ottenere lo storico risultato a un mondiale nella sofferta finale per il terzo posto, facendosi recuperare al 90+5' dal Venezuela la rete che fissa sul 4-4 il risultato ai tempi regolamentari ma superandolo, ancora una volta, ai rigori.
Sempre nel 2014 viene selezionata per rappresentare l'Italia con la formazione under 19 alle qualificazioni per l'europeo d'Israele 2015. Il debutto avviene al Şehir Stadium di İnegöl, Turchia, il 13 settembre 2014, in occasione della partita giocata contro le pari età della Nazionale turca e vinta dalle Azzurrine per 1-0 con gol siglato da Giugliano al 59'. Simonetti colleziona complessivamente 4 presenze in tutte le fasi di qualificazione, fallendo l'accesso alla fase finale. Nuovamente in rosa per le successive qualificazioni all'europeo di Slovacchia 2016, matura 4 presenze in tutti gli incontri giocati dalle Azzurrine, siglando anche 3 reti, tuttavia l'Italia continua a non conquistare l'accesso alla fase finale.
Ha fatto il suo debutto nella nazionale maggiore il 26 novembre 2021, entrando in campo al posto di Elena Linari nei minuti finali della partita persa per 1-2 contro la Svizzera e valida per le qualificazioni al mondiale 2023.

## Statistiche

### Presenze e reti nei club
Statistiche aggiornate al 3 maggio 2025.
| Stagione        | Squadra         | Campionato      | Campionato | Campionato | Coppe nazionali | Coppe nazionali | Coppe nazionali | Coppe internazionali | Coppe internazionali | Coppe internazionali | Altre coppe | Altre coppe | Altre coppe | Totale | Totale |
| Stagione        | Squadra         | Comp            | Pres       | Reti       | Comp            | Pres            | Reti            | Comp                 | Pres                 | Reti                 | Comp        | Pres        | Reti        | Pres   | Reti   |
| --------------- | --------------- | --------------- | ---------- | ---------- | --------------- | --------------- | --------------- | -------------------- | -------------------- | -------------------- | ----------- | ----------- | ----------- | ------ | ------ |
| 2010-2011       | Roma CF         | A               | 1          | 0          | CI              | ?               | ?               | -                    | -                    | -                    | -           | -           | -           | 1+     | 0+     |
| 2011-2012       | Roma CF         | A               | 2          | 0          | CI              | ?               | ?               | -                    | -                    | -                    | -           | -           | -           | 2+     | 0+     |
| Totale Roma     | Totale Roma     | Totale Roma     | 3          | 0          |                 | ?               | ?               |                      | -                    | -                    |             | -           | -           | 3+     | 0+     |
| 2012-2013       | Res Roma        | A2              | 2          | 0          | CI              | ?               | ?               | -                    | -                    | -                    | -           | -           | -           | 2+     | 0+     |
| 2013-2014       | Res Roma        | A               | 18         | 0          | CI              | ?               | ?               | -                    | -                    | -                    | -           | -           | -           | 18+    | 0+     |
| 2014-2015       | Res Roma        | A               | 26         | 3          | CI              | ?               | ?               | -                    | -                    | -                    | -           | -           | -           | 26+    | 3+     |
| 2015-2016       | Res Roma        | A               | 20         | 1          | CI              | 5               | 1               | -                    | -                    | -                    | -           | -           | -           | 25     | 2      |
| lug. 2016       | Neunkirch       | LNA             | 0          | 0          | CI              | 0               | 0               | -                    | -                    | -                    | -           | -           | -           | 0      | 0      |
| 2016-2017       | Res Roma        | A               | 22         | 3          | CI              | 3               | 1               | -                    | -                    | -                    | -           | -           | -           | 25     | 4      |
| 2017-2018       | Res Roma        | A               | 18         | 2          | CI              | 4               | 1               | -                    | -                    | -                    | -           | -           | -           | 22     | 3      |
| Totale Res Roma | Totale Res Roma | Totale Res Roma | 106        | 9          |                 | 12+             | 3+              |                      | -                    | -                    |             | -           | -           | 118+   | 12+    |
| 2018-2019       | Roma            | A               | 17         | 5          | CI              | 4               | 0               | -                    | -                    | -                    | -           | -           | -           | 21     | 5      |
| 2019-2020       | Empoli          | A               | 15         | 3          | CI              | 1               | 0               | -                    | -                    | -                    | -           | -           | -           | 16     | 3      |
| 2020-2021       | Inter           | A               | 15         | 2          | CI              | 3               | 0               | -                    | -                    | -                    | -           | -           | -           | 18     | 2      |
| 2021-2022       | Inter           | A               | 21         | 2          | CI              | 4               | 0               | -                    | -                    | -                    | -           | -           | -           | 25     | 2      |
| 2022-2023       | Inter           | A               | 14         | 0          | CI              | 4               | 0               | -                    | -                    | -                    | -           | -           | -           | 18     | 0      |
| 2023-2024       | Inter           | A               | 19         | 2          | CI              | 1               | 0               | -                    | -                    | -                    | -           | -           | -           | 20     | 2      |
| Totale Inter    | Totale Inter    | Totale Inter    | 69         | 6          |                 | 12              | 0               |                      | -                    | -                    |             | -           | -           | 81     | 6      |
| 2024-2025       | Lazio           | A               | 26         | 3          | CI              | 4               | 2               |                      | -                    | -                    |             | -           | -           | 30     | 5      |
| Totale carriera | Totale carriera | Totale carriera | 236        | 26         |                 | 33              | 5               |                      | -                    | -                    |             | -           | -           | 269    | 31     |

### Cronologia presenze e reti in nazionale
| Cronologia completa delle presenze e delle reti in nazionale ― Italia | Cronologia completa delle presenze e delle reti in nazionale ― Italia | Cronologia completa delle presenze e delle reti in nazionale ― Italia | Cronologia completa delle presenze e delle reti in nazionale ― Italia | Cronologia completa delle presenze e delle reti in nazionale ― Italia | Cronologia completa delle presenze e delle reti in nazionale ― Italia | Cronologia completa delle presenze e delle reti in nazionale ― Italia | Cronologia completa delle presenze e delle reti in nazionale ― Italia |
| Data                                                                  | Città                                                                 | In casa                                                               | Risultato                                                             | Ospiti                                                                | Competizione                                                          | Reti                                                                  | Note                                                                  |
| --------------------------------------------------------------------- | --------------------------------------------------------------------- | --------------------------------------------------------------------- | --------------------------------------------------------------------- | --------------------------------------------------------------------- | --------------------------------------------------------------------- | --------------------------------------------------------------------- | --------------------------------------------------------------------- |
| 26-11-2021                                                            | Palermo                                                               | Italia                                                                | 1 – 2                                                                 | Svizzera                                                              | Qual. Mondiali 2023                                                   | -                                                                     | 81’                                                                   |
| 30-11-2021                                                            | Mogoșoaia                                                             | Romania                                                               | 0 – 5                                                                 | Italia                                                                | Qual. Mondiali 2023                                                   | -                                                                     | 14’                                                                   |
| 1-7-2022                                                              | Castel di Sangro                                                      | Italia                                                                | 1 – 1                                                                 | Spagna                                                                | Amichevole                                                            | -                                                                     | 46’                                                                   |
| 10-7-2022                                                             | Rotherham                                                             | Francia                                                               | 5 – 1                                                                 | Italia                                                                | Euro 2022 - Fase a gironi                                             | -                                                                     | 46’ 52’                                                               |
| 14-7-2022                                                             | Manchester                                                            | Italia                                                                | 1 – 1                                                                 | Islanda                                                               | Euro 2022 - Fase a gironi                                             | -                                                                     |                                                                       |
| 18-7-2022                                                             | Manchester                                                            | Italia                                                                | 0 – 1                                                                 | Belgio                                                                | Euro 2022 - Fase a gironi                                             | -                                                                     | 68’                                                                   |
| 11-11-2022                                                            | Lignano Sabbiadoro                                                    | Italia                                                                | 0 – 1                                                                 | Austria                                                               | Amichevole                                                            | -                                                                     | 82’                                                                   |
| 15-11-2022                                                            | Belfast                                                               | Irlanda del Nord                                                      | 1 – 0                                                                 | Italia                                                                | Amichevole                                                            | -                                                                     | 71’                                                                   |
| Totale                                                                |                                                                       | Presenze                                                              | 8                                                                     |                                                                       | Reti                                                                  | 0                                                                     |                                                                       |

## Palmarès

### Giovanili
- Campionato Primavera: 1

Res Roma: 2014-2015

### Individuale
- Gran Galà del calcio AIC: 1

Squadra dell'anno: 2022